# Swammerdamella acuta
Swammerdamella acuta är en tvåvingeart som beskrevs av Cook 1956. Swammerdamella acuta ingår i släktet Swammerdamella och familjen dyngmyggor. Inga underarter finns listade i Catalogue of Life.